# Alberto del Canto

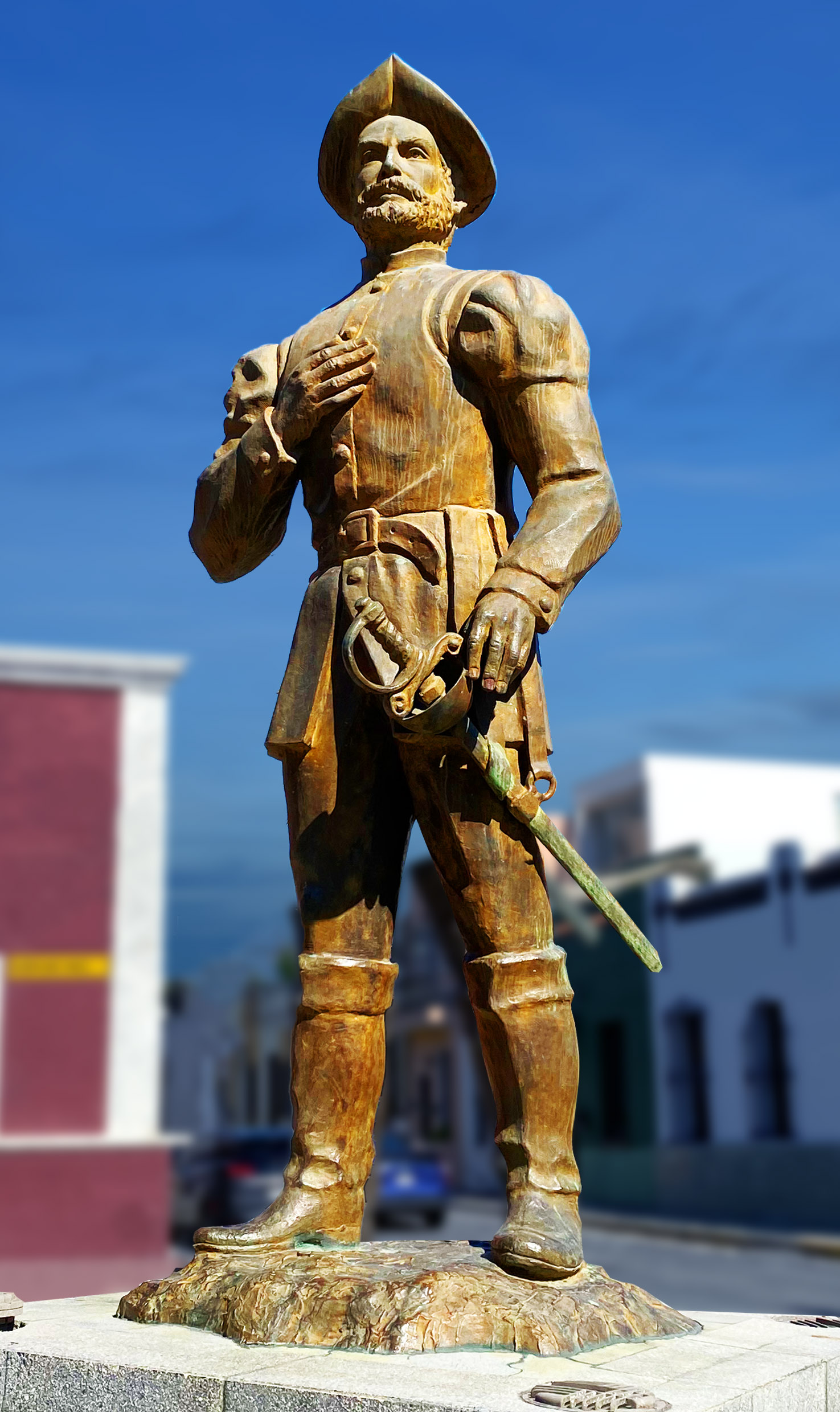
Die Skulptur von Alberto del Canto in Monterrey, Mexiko

Alberto del Canto (geboren als: Alberto do Canto e Dias de Vieira), (*  1547 in Terceira (Insel) auf den Azoren; † 1611 in Saltillo, Mexiko) war ein portugiesischer Konquistador in spanischen Diensten. Er gilt als Gründer von Saltillo.

## Leben
Alberto do Canto wurde auf den Azoren geboren. Seine Vorfahren väterlicherseits stammten ursprünglich aus England und hießen Kent. Ein Lord John of Kent war mit dem englischen Heer nach Spanien gekommen und hatte eine portugiesische Jüdin zur Frau genommen. Die Kinder nannten sich in portugiesischer Abwandlung des Namens Canto. Seine Eltern waren Sebastião Martins do Canto und Maria Dias Vieira.
Alberto do Canto fuhr 1562 nach Amerika und schloss sich dem Konquistador Francisco de Ibarra auf dessen Eroberungszug in Zacatecas an. Seinen Namen führte er in der hispanisierten Version del Canto. Im Rahmen der Erschließung von Nueva Vizcaya (Mexiko) gründete er 1577 mehrere Siedlungen, darunter San Gregorio (Cerralvo), Santa Lucía (an der Stelle des heutigen Monterrey) und auch Saltillo im heutigen Bundesstaat Coahuila, wo er als Alcalde (deutsch: Bürgermeister) amtierte.
Canto verfolgte die einheimischen Chichimeken-Indianer und ließ sie als Zwangsarbeiter in den Minen der Region arbeiten. 1579 klagte ihn die Inquisition deshalb (und wegen weiterer weniger schwerer Vorwürfe) an; er wurde aber nicht des Kryptojudaismus beschuldigt. Offenbar half ihm seine enge Verbindung zu Ibarra. Zur gleichen Zeit verfolgten die Inquisitoren andere Abkömmlinge portugiesischer Juden (wie etwa die Familie von Luis de Carvajal y de la Cueva) sehr hart.
1586 heiratete Canto Estefania de Montemayor, die Tochter von Diego de Montemayor und Juana Porcalla. Die beiden hatten fünf Kinder: Alberto, Elvira, Miguel, Diego und María.
1607 nahm er an einer Expedition gegen aufständische Indianer teil.
1610 entdeckte Diego Montemayor, dass Canto eine Liebesbeziehung mit dessen Frau Juana Porcalla (also Cantos eigener Schwiegermutter) unterhielt. Montemayor tötete im Zorn seine Frau und schwor, auch Canto umzubringen. Dazu kam es aber nicht, stattdessen floh Diego de Montemayor in den unerschlossenen Norden des Landes.
Canto starb wenig später, 1611, in Saltillo.